# Karditsa (stad)
Karditsa (Grieks: Καρδίτσα) is sedert 2011 een fusiegemeente (dimos) in de Griekse bestuurlijke regio (periferia) Thessalië.
De vijf deelgemeenten (dimotiki enotita) van de fusiegemeente zijn:
- Itamos (Ίταμος)
- Kallifono (Καλλίφωνο)
- Kampos (Κάμπος)
- Karditsa (Καρδίτσα)
- Mitropoli (Μητρόπολη)